# 김보은 (핸드볼 선수)
김보은(1997년 12월 8일 ~ )은 대한민국의 핸드볼 선수이자 대한민국 대표팀의 선수이다. 2020년 하계 올림픽에서 한국을 대표하여 올림픽 데뷔전을 치렀다.

## 경력
2014년 하계 청소년 올림픽에서 한국을 대표했으며, 여자 핸드볼 토너먼트 결승전에서 러시아를 32-31로 꺾고 금메달을 획득한 한국 팀의 일원이었다.
2017년 세계 여자 핸드볼 선수권 대회에서 13위를 차지한 국가대표팀의 일원이었다. 2018년 아시안 게임 여자 단체전에서 금메달을 획득한 한국 대표팀의 일원이기도 하다.
2020년 하계 올림픽 여자 핸드볼 대회의 한국 대표팀에 포함되었다.